# 弗洛里亚诺·佩绍托
弗洛里亚诺·维埃拉·德·阿劳若·佩绍托（葡萄牙語：Floriano Vieira de Araújo Peixoto，葡萄牙語發音：[floɾiˈɐ̃nu viˈe(j)ɾɐ pe(j)ˈʃotu]，1839年4月30日—1895年7月29日），巴西军人和政治家，陆军元帅，巴西第二任总统。
佩绍托是巴拉圭战争的老兵，陆军元帅军衔，1891年2月当选副总统，豐塞卡元帅辞职后继任总统。